# Arkuszewo
Arkuszewo – wieś w Polsce położona w województwie wielkopolskim, w powiecie kolskim, w gminie Przedecz.
Folwark królewski położony w II połowie XVI wieku w powiecie przedeckim województwa brzeskokujawskiego, należał do starostwa przedeckiego. Wieś rządowa Królestwa Kongresowego, położona była w 1827 roku w powiecie kowalskim, obwodzie kujawskim województwa mazowieckiego. W latach 1975–1998 miejscowość administracyjnie należała do województwa konińskiego.